# Millotonyx tenuipes
Millotonyx tenuipes is een hooiwagen uit de familie Triaenonychidae.